# Steinerne Stadt (Langkofel)

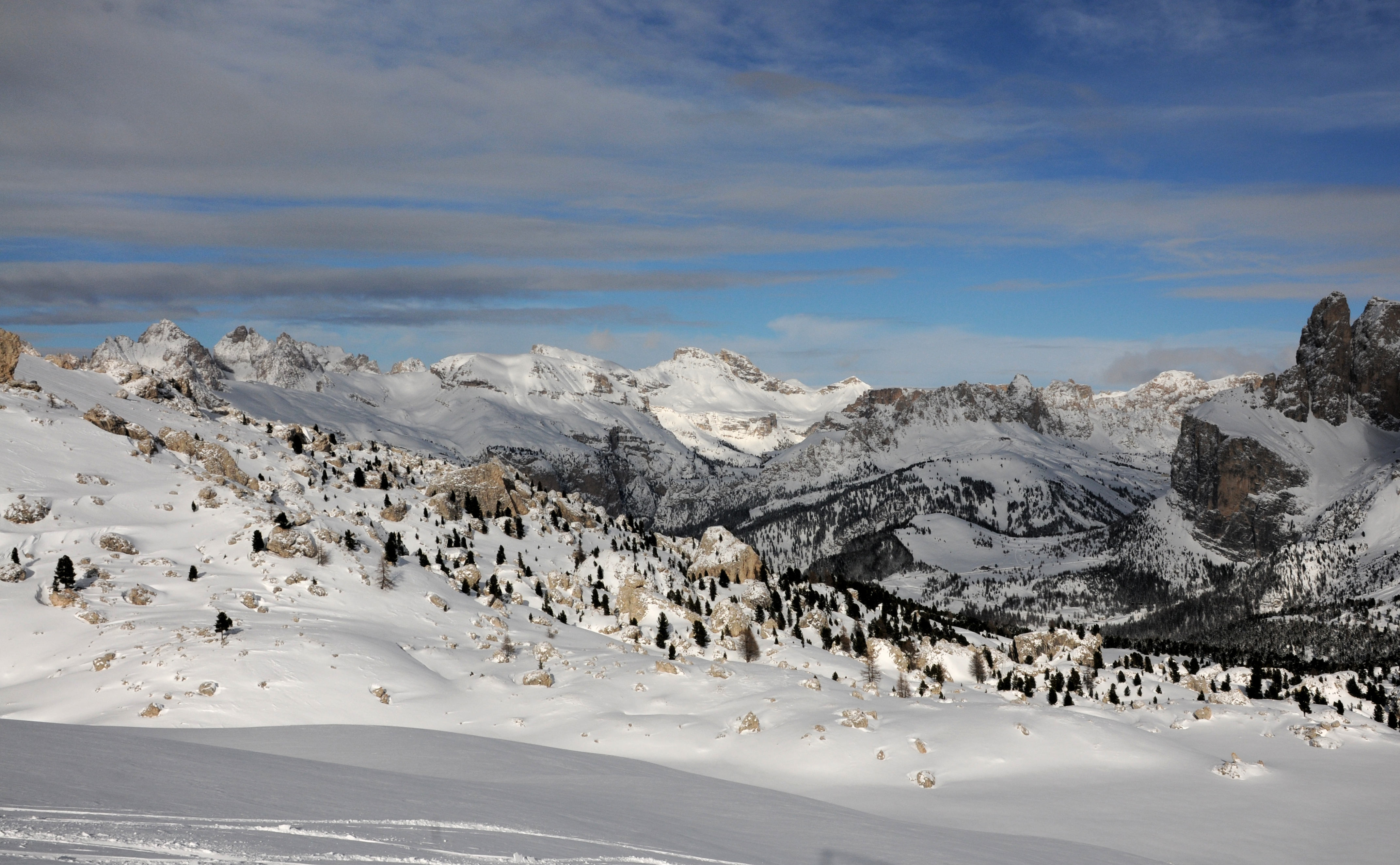
Steinerne Stadt am Fuße des Langkofels mit der Puez-Geisler-Gruppe im Hintergrund

Die Steinerne Stadt (ladinisch Zità di Sasc, italienisch Città dei Sassi) sind die Überreste eines gewaltigen Bergsturzes aus der Langkofel-Ostwand in der Langkofelgruppe, einem Gebirgsstock in den Grödner Dolomiten in Südtirol nahe der Grenze zum Trentino in Italien. Sie ist ein geologisches Naturdenkmal (ID NDM116).

## Lage und Beschreibung
Die Steinerne Stadt liegt am Sellajoch direkt an der Straße über das Sellajoch. Das Sellajoch verbindet in Nord-Süd-Richtung Gröden bei Wolkenstein (Südtirol) mit dem Fassatal bei Canazei (Trentino). Die Steinerne Stadt liegt direkt an der Haarnadelkurve der Passstraße in Richtung Langkofel, an der die Talstation der Steh-Gondelbahn in die Langkofelscharte beginnt. Vom Parkplatz der Talstation ist die Steinerne Stadt in wenigen Minuten auf mehreren Wegen leicht zu erreichen. Dadurch und dank der vielfältigen Sportmöglichkeiten wird das Gebiet häufig besucht.
Das Gelände ist durch einen gewaltigen Felssturz entstanden, der vor mehr als 100.000 Jahren aus der Langkofel-Ostwand herausgebrochen ist. Daher ist sie am Fuß des Langkofels zu finden. Sie besteht aus weit über hundert Felsblöcken, von eher kleinen bis zu gewaltigen Blöcken in der Größe eines Einfamilienhauses. Der Sasso Gabriel ist mit seinen 30 m Höhe einer der größten der Felsblöcke. Die großen Dolomitblöcke sind von Wiesen umgeben und bilden eine einzigartige Landschaft mit vielfältiger Flora und sind deshalb als Naturdenkmal ausgewiesen.

## Geschichte
Die Steinerne Stadt wird urkundlich bereits im 4. Viertel des 11. Jahrhunderts in einer undatierten Aktnotiz des Hochstifts Freising als „municipium“ unter jenen Hochalmen bzw. Alpweiden genannt, über deren Besitz- und Nutzungsrechte sich ein gewisser Grimold mit Gesandten der bischöflichen Kirche Freising vergleicht.

## Tourismus und fehlender Umweltschutz
Durch ihre Lage direkt in einem der Skigebiete der Region beziehungsweise in einem Teil der Sellaronda berühren einige Skipisten direkt die Steinerne Stadt. Die Gesellschaft Piz Sella Spa, die einige der Aufstiegsanlagen betreibt, hat um eine Genehmigung angesucht, an zwei Stellen die Pisten verbreitern zu können, um mit Pistenfahrzeugen besser durchzukommen. Tatsächlich wurden 2023 aber Planierarbeiten in erheblichem Umfang durchgeführt, bei denen mehrere Felsblöcke teilweise abgerissen und die Piste in einer Gesamtlänge von 255 m verbreitert wurde.

## Alpinismus
Durch die Steinerne Stadt sind verschiedene Wanderwege angelegt, auf denen die Landschaft mit ihrer Fauna und Flora beobachtet werden kann.
Die Felsblöcke sind ein ideales Gebiet für Sportkletterer und Boulderer, da sie leicht zugänglich sind, griffigen und festen Fels aufweisen und familientauglich sind. Dementsprechend beliebt ist das Gebiet. Die über 220 Routen und 50 Boulderprobleme sind kurz (5 m bis 25 m) mit Schwierigkeiten von moderat bis anspruchsvoll. Sowohl für heiße Sommertage als auch für kühlere Tage gibt es genug Auswahl.

## Bilder

Steinerne Stadt am Langkofel
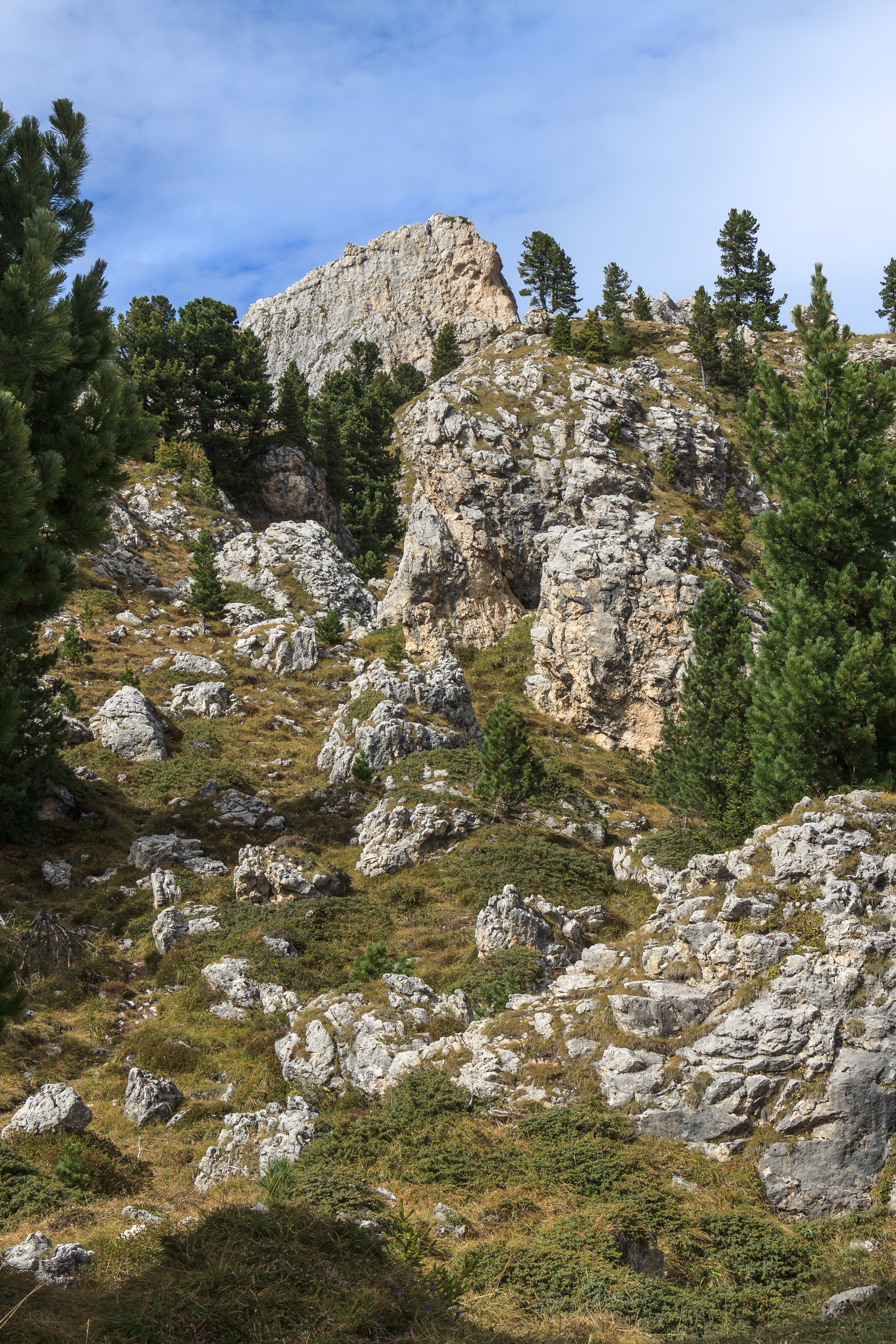
Details der Felssturzmasse
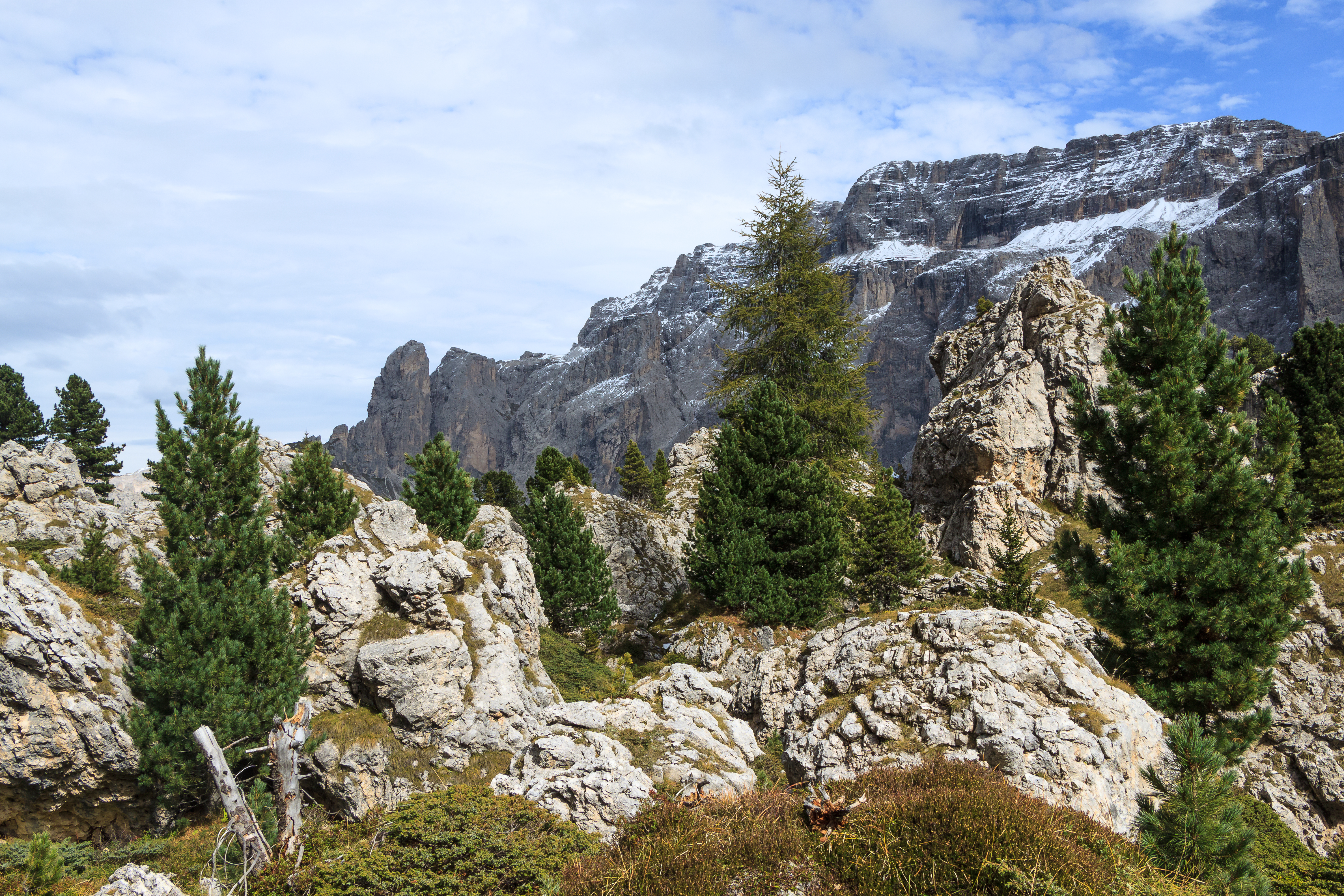
Steinerne Stadt mit der Sellagruppe im Hintergrund
Blöcke des Felssturzes mit Sellagruppe links und Marmolada rechts im Hintergrund